# RuSPORT
RuSPORT fue un equipo estsdounidense de carreras que compitió en la Championship Auto Racing Teams. Fundado en septiembre de 2002 por Carl Russo. Russo piloteó para el entonces equipo conocido como Performance Development and Racing (PDR), con sede en Fort Collins, Colorado (EE. UU.), y que era propiedad de Steve Wulff. Russo compitió en la Toyota Atlantic con un coche preparado por PDR para la temporada 2002 antes de decidir si ser propietario de equipo le sentaba mejor que ser piloto. Russo adquirió los activos de la PDR de Wulff a finales de 2002, lo que dio a la creación de RuSPORT. Wulff se quedó como Director de Operaciones y Jeremy Dale, un viejo colaborador de Russo, fue presentado para la presidir de la nueva operación.

## Historia
RuSPORT compitió al principio en la Serie Toyota Atlantic de 2003 con los pilotos Aaron Justus y A.J. Allmendinger. Allmendinger ganó el campeonato con siete victorias en 11 carreras.

### Inicios: Champ Car World Series (2003-2007)
RuSPORT y Allmendinger se trasladaron para competir en la Champ Car en 2004, junto con un segundo coche piloteado por Michel Jourdain Jr. El equipo creció rápidamente partiendo del pequeño equipo formado de la Fórmula Atlantic a una de dos autos del equipo de Champ Car contando con más de 40 empleados. El equipo novato logró poner a Jourdain y Allmendinger a tiempo para numerosas buenas actuaciones en el campeonato, logrando estar entre los cinco primeros, dándole a Allmendinger ganarse los honores de ser el Novato del Año. Esta fue la segunda vez en la historia de la Serie Champ Car que un equipo novato con un piloto novato lograra tal hazaña.
En 2005, el británico Justin Wilson fue fichado como reemplazo para Jourdain Jr., llevando al equipo a su primera victoria. Wilson le dio sus primeras dos victorias (En Toronto y Ciudad de México) y terminó en 3° lugar en el campeonato. Allmendinger estuvo cerca de la victoria, obteniendo cuatro segundos puestos durante la temporada. Para 2006 se esperaba que fuesen los retadores del Newman/Haas Racing. A mitad de la temporada, y después de 3 resultados consecutivos entre los 10 primeros lugares, el equipo reemplazó sorprendentemente a Allmendinger con el campeón de 2002 de la serie CART Cristiano da Matta, que acercó Allmendinger a Dale Coyne Racing. Allmendinger ganaría las próximas 3 carreras seguidas con su nuevo equipo. Cristiano da Matta se accidentó fuertemente tras un choque extrañamente loco contra un ciervo durante las pruebas en Road America, el 3 de agosto de 2006.
El 17 de septiembre de 2006, el equipo anunció que seleccionaría al australiano Ryan Briscoe para reemplazar en las dos últimas carreras de la temporada 2006 en Surfers Paradise y Ciudad de México.

### Últimos años
Al finalizar la temporada 2006, el tiempo y la energía de Russo estaban siendo dirigidas cada vez más a su rápido crecimiento de su empresa Calix, y se vio obligado a dejar atrás el equipo que creó y el deporte al que amaba. En noviembre de 2006, el copropietario Dan Pettit de PKV Racing adquirió el equipo de Russo.
El 22 de enero de 2007, RuSPORT confirmó el regreso de Justin Wilson y su patrocinador principal, CDW. Según los informes, la renovación del contrato de Wilson fue a un contrato por varios años. RuSPORT también formó una alianza técnica con el equipo Rocketsports, y el equipo fue apodado RSPORTS. Esta alianza fue en última instancia la que no tuvo éxito, a excepción de la única victoria de Wilson en Assen, y finalmente se disolvió el equipo antes del final de la temporada 2007. El equipo RuSPORT finalmente fue disuelto el 31 de diciembre de 2007 y Pettit fusionó su titularidad con el equipo Forsythe Championship Racing.

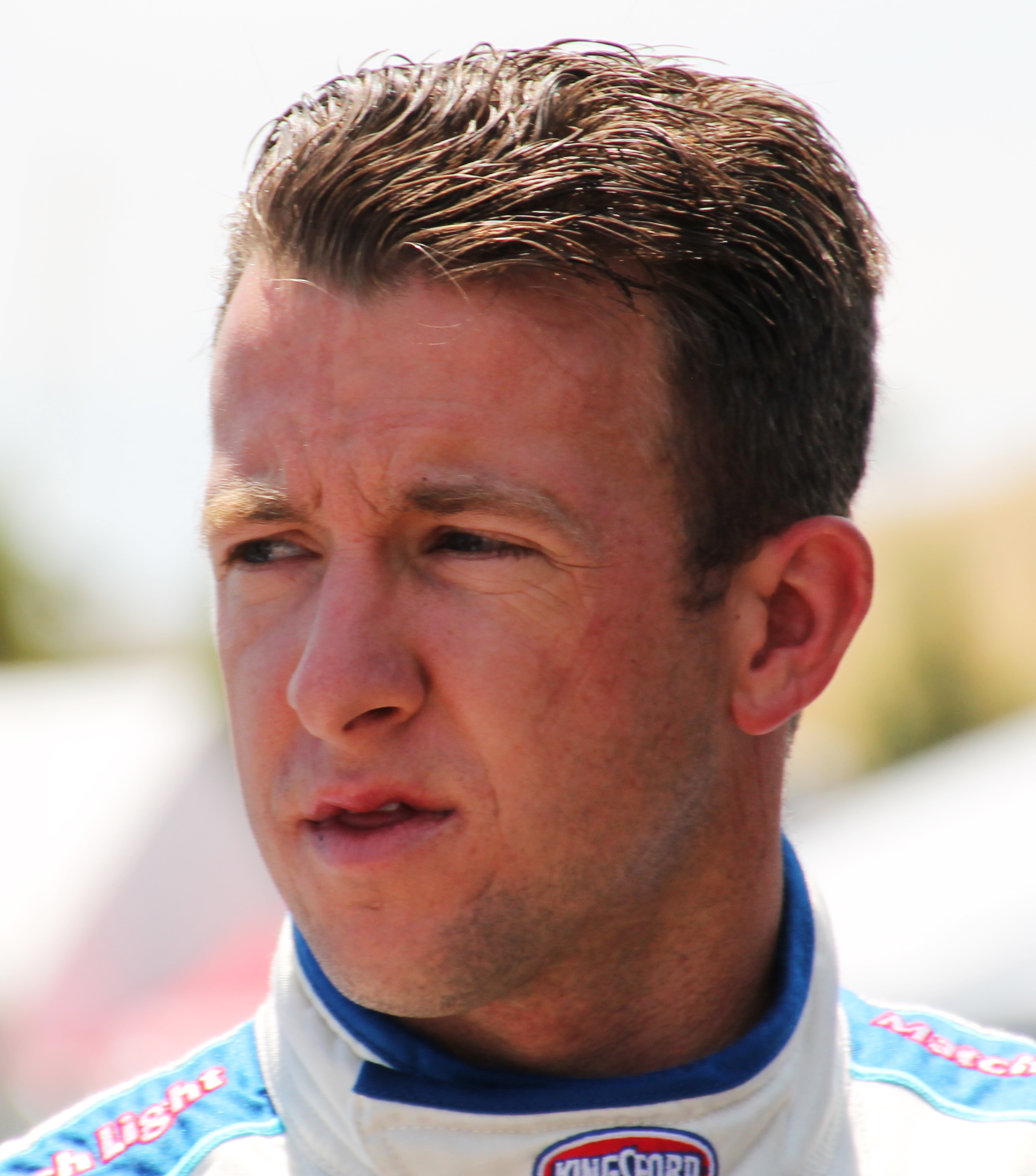
A. J. Allmendinger fue uno de los pilotos notables que formaron parte de los primeros años de RuSPORT en la Champ Car y en la Fórmula Atlantic.

## Pilotos Notables
- A. J. Allmendinger (2003–2006)
- Ryan Briscoe (2006)
- Cristiano da Matta (2006)
- Michel Jourdain Jr. (2004)
- Aaron Justus (2003)
- Justin Wilson (2005–2007)